# Shravanabelagola
Shravanabelagola (in lingua kannada ಶ್ರವಣಬೆಳಗೊಳ Sravana Belagola) è una città situata vicino a Channarayapatna nel distretto di Hassan nello stato federato indiano del Karnataka, a 158 km da Bangalore. La statua di Gomateshwara Bahubali qui ubicata è una delle più importanti mete di pellegrinaggio per il Giainismo il quale ha raggiunto un picco di attività architettonica e scultorea con il patrocinio della dinastia dei Ganga occidentali di Talakad. Si dice inoltre che Chandragupta Maurya (fondatore dell'omonima dinastia sia morto proprio qui nel 298 a.C., dopo essere divenuto un monaco Jain ed aver assunto uno stile di vita rigorosamente ascetica. La fede Jain in questo luogo risale a più di 2000 anni.